# Енциклопедія Калбланда
Енциклопедія Калбланда (есп. Enciklopedio Kalblanda) — перша інтернет-енциклопедія на есперанто. Була заснована 11 січня 1996 Стефаном Калб (есп. Stefano Kalb). Редагувалася з 1996 року по 2001. Тексти онлайн-енциклопедії (але не картинки) поширювалися під ліцензією GFDL. Інтернет-енциклопедія включала в себе 139 статей.
У грудні 2001 року статті інтернет-енциклопедії були завантажені в Вікіпедію на есперанто. Надалі онлайн-енциклопедія Калбланда не редагувала. Калб редагував Вікіпедію мовою есперанто в 2001—2007 роках.